# Friedrich Wilhelm Raiffeisen
Friedrich Wilhelm Raiffeisen (Hamm an der Sieg, Renània, 30 de març de 1818 - Neuwied, Renània, 11 de març de 1888) fou un militar i economista alemany.
Raiffeisen va impulsar al sistema cooperatiu d'estalvi i crèdit, basat en els principis d'auto-ajuda, auto-responsabilitat i auto-administració, en el seu temps va fundar diverses cooperatives al seu país natal, i aquells principis i idees àdhuc continuen vigents en més de 100 països del món, amb al voltant de 300 milions de socis, en més de 700.000 cooperatives.
Va ser alcalde de diverses ciutats: Weyerbusch/Westerwald (1845-1848), de Flammersfeld/Westerwald(1848-1852) i finalment de Heddesdorf de 1852 a 1865.
L'inici de la industrialització en el segle xx, va donar lloc a una economia lliure i independent, apareixent en els sectors pobres, prestadors poc escrupolosos que aguditzaven la misèria, davant aquesta situació Raiffeeisen, va fundar el 1846, l'associació per a l'obtenció de pa i fruites. Després que va considerar que només l'autoajuda seria el mitjà més eficient, va fundar el 1864 l'associació de crèdit de Heddesdorf.
Posteriorment, el 1866 Raiffeisen va escriure les seves experiències en el seu llibre: les associacions de caixes de crèdit com mesura per a evitar la misèria de la població rural, artesanal i obrers urbans, aquest llibre va tenir 8 edicions i es va difondre en tot el món.
Va fundar 'any 1879 el diari Landswirtschaftliches Genossenschaftblatt, òrgan de les cooperatives.
Per a la compensació de liquiditat entre les petites cooperatives d'estalvi i crèdit, es va crear l'any 1872 el Banc Cooperatiu Agrari Renà a Neuwiend, com primera caixa central rural. També va tractar de crear una Assegurança Cooperativa, el mateix que va ser fundat a Berlín l'any 1922 i que avui duu el seu nom.
Actualment el sistema cooperatiu d'estalvi i crèdit ha demostrat una evolució contínua i sostinguda, a través de les organitzacions: a nivell Llatinoamericà, la Confederació Llatinoamericana de Cooperatives d'Estalvi i Crèdit (COLAC), i a nivell mundial, l'Organització Mundial de Cooperatives d'Estalvi i Crèdit (WOCCU).